# Relações humanas

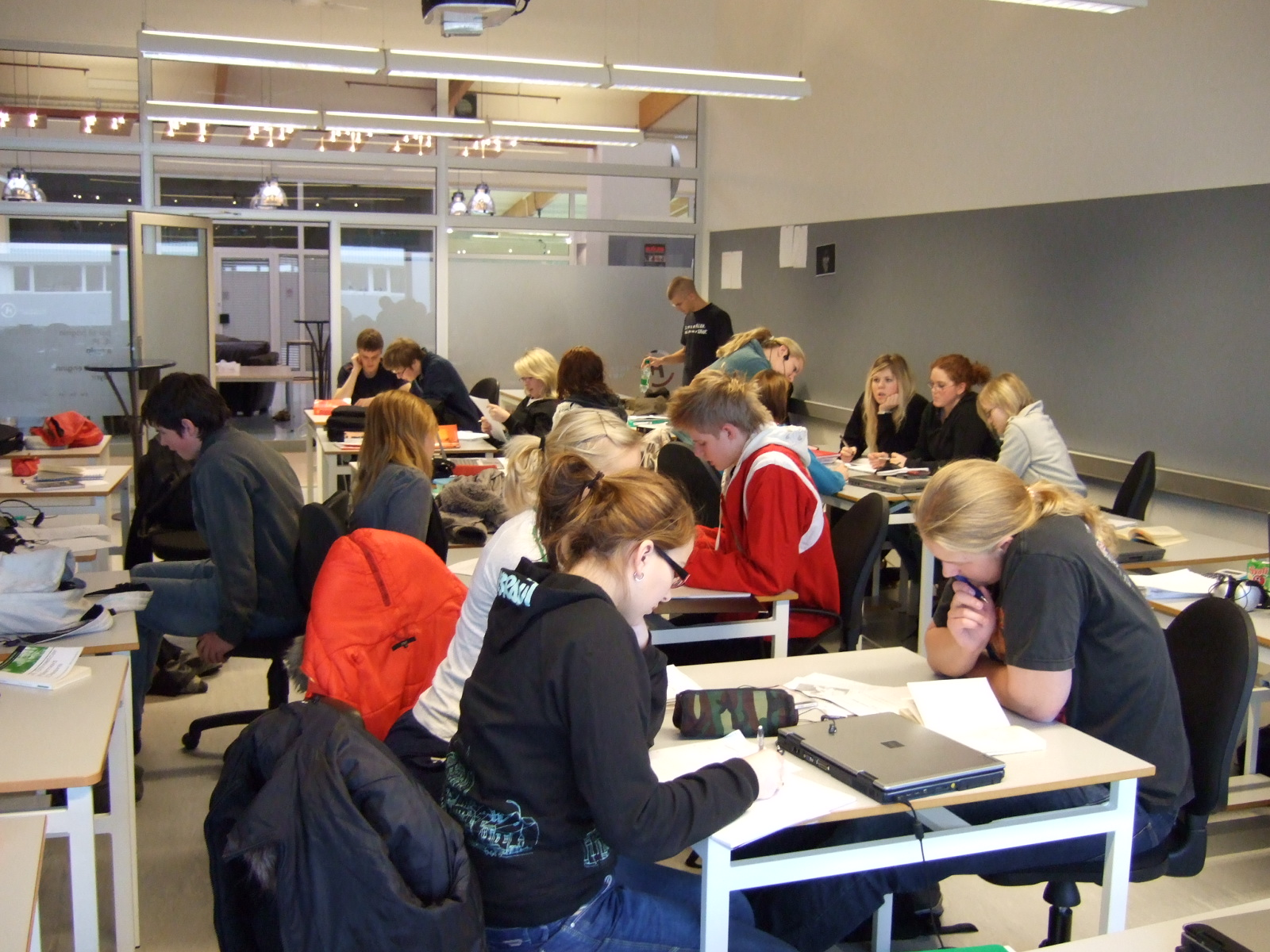
Escola na Islândia. As escolas são um exemplo de espaço onde as pessoas exercitam as relações humanas.

As relações humanas entre indivíduos têm vida própria e peculiar, que ultrapassa as características de seus componentes e se manifesta não só na relação de um grupo com outro, mas também, e principalmente, nas relações que os membros de um grupo mantêm entre si.
Do ponto de vista teórico, as relações humanas resultam da mútua interação interindividual. Esta interação gera uma dinâmica que é uma área das ciências sociais, em particular da sociologia e da psicologia, chamada de dinâmica de grupos. Esta procura aplicar métodos científicos ao estudo dos fenômenos grupais.
Do ponto de vista aplicado ou técnico, as relações humanas são medidas e direcionadas pela dinâmica de grupos, que é o método de trabalho baseado na teoria do relacionamento interpessoal e intermodal.